# Lewis Allen
Lewis Allen (Oakengates, 25 december 1905 – Santa Monica, 3 mei 2000) was een Brits film- en televisieregisseur. Hij werkte voornamelijk in de Verenigde Staten.

## Biografie
Allen werd geboren op kerstdag in 1905 in het kleine stadje Oakengates in het graafschap Shropshire in Groot-Brittannië. Na het verlaten van de school monsterde hij zich aan bij de koopvaardijvloot voor vier jaar. Hierna werd hij een korte tijd acteur en ging dan werken in het Londens theatermanagement, eerst bij Raymond Massey en later bij Gilbert Miller.
In 1935 begon hij op Broodway te werken. Hij regisseerde er onder andere de premières van Laburnum Grove (1935), The Amazing Dr. Clitterhouse (1937) en was toneelmeester voor Victoria Regina, Tovarich en French Without Tears.
Tijdens de oorlogsjaren regisseerde hij de korte propagandafilm Freedom Comes High (1943) en kreeg hij de kans om een langspeelfilm te regisseren. Hij maakte een goed debuut met The Uninvited (1944), een atmosferisch en gedenkwaardig verhaal over spoken op de mistige kust van Zuidwest-Engeland, met Ray Milland en Gail Russell. De film werd enthousiast onthaald en kreeg nadien de status van klassieker in zijn genre. Allen werkte met Russell naast Joel McCrea en Herbert Marshall in The Unseen (1945), een film met een vergelijkbaar bovennatuurlijk thema die vaak werd vermeld als opvolger van The Uninvited. Andere films uit deze periode waren de romantische komedie The Perfect Marriage (1947) met David Niven en Loretta Young en Desert Fury (1947), een zwart westerndrama met Lizabeth Scott en John Hodiak.
In 1948 keerde Allen terug naar het Verenigd Koninkrijk om de film So Evil My Love (1948) te maken, een rijkelijk gemonteerde melodramatische thriller die zich afspeelt het victoriaanse Londen, waarin hij weer samenwerkte met Milland. Milland speelde een door-en-door slechterik die de levens ruïneerde van Ann Todd en Geraldine Fitzgerald. Allen zegde nadien dat hij plezier had in de samenwerking met Milland met wie hij ook de film Sealed Verdict (1948) draaide, een drama over nazi-oorlogsmisdadigers in Amerikaans bezet gebied in het naoorlogse Duitsland.
In de vroege 1950's regisseerde hij de biografische film Valentino (1951) en de film noir Appointment with Danger (1951) met Alan Ladd en in 1954 de spannende film Suddenly met Frank Sinatra. Die werd tezamen met The Uninvited zijn meest bekende en bekeken film.
Allen werkte voornamelijk in de VS op Broadway en regisseerde 18 langspeelfims tussen 1944 en 1959. Vanaf midden jaren 1950 ging hij meer voor televisie werken in meestal populaire shows van die tijd in de Verenigde Staten. Hij maakte nog maar twee films in Europa, het melodramatische Another Time, Another Place (1958) met Sean Connery en Lana Turner en Whirlpool (1959) een drama over een "vrouw op de vlucht".
Toen zijn filmcarrière begon te tanen, stapte hij volledig over naar televisie waar hij vele afleveringen regisseerde voor tv-series zoals Perry Mason, The F.B.I. en Mission: Impossible. Meest bekend zijn de 42 afleveringen van Bonanza die hij regisseerde gedurende de veertien jaren dat de serie liep. Hij ging in 1977 op pensioen.

### Privé
Allen was getrouwd met de Engelse literaire agente Dorothy Skinner (overleden 1969) (één zoon, Jon Lewis Allen) en met Trudy Colmar tot zijn overlijden.

## Filmografie

### Televisieseries
- The Ford Television Theatre (1953-1956)
- Your Favorite Story (1953-1954)
- I Led 3 Lives (1954)
- Meet Corliss Archer (1954)
- Mr. District Attorney (1954)
- The 20th Century-Fox Hour (1955-1957)
- Telephone Time (1956-1957)
- Ethel Barrymore Theater (1956)
- Screen Directors Playhouse (1956)
- Zane Grey Theater (1957-1961)
- Alcoa Theatre (1957)
- Goodyear Theatre (1957)
- Perry Mason (1958-1961)
- Decision (1958)
- The Rifleman (1959-1960)
- The David Niven Show (1959)
- Bonanza (1960-1973)
- The Detectives (1961-1962)
- The Barbara Stanwyck Show (1961)
- Route 66 (1961)
- Target: The Corruptors (1962)
- Checkmate (1962)
- The Dick Powell Show (1962)
- Arrest and Trial (1963-1964)
- Burke's Law (1964)
- The Big Valley (1965)
- The Rogues (1965)
- The F.B.I. (1966-1968)
- Court Martial (1966)
- A Man Called Shenandoah (1966)
- The Long, Hot Summer (1966)
- Mission: Impossible (1967-1973)
- The Invaders (1967-1968)
- The Fugitive (1967)
- The Survivors (1969)
- The Guns of Will Sonnett (1969)
- My Friend Tony (1969)
- Dan August (1970)
- Paris 7000 (1970)
- Cannon (1972)
- Griff (1973-1974)
- Little House on the Prairie (1975)

### Films
- Freedom Comes High (1943) (kortfilm)
- Our Hearts Were Young and Gay (1944)
- The Uninvited (1944)
- The Unseen (1945)
- Those Endearing Young Charms (1945)
- Desert Fury (1947)
- The Imperfect Lady (1947)
- The Perfect Marriage (1947)
- Sealed Verdict (1948)
- So Evil My Love (1948)
- Chicago Deadline (1949)
- Appointment with Danger (1951)
- Valentino (1951)
- At Sword's Point (1952)
- Suddenly (1954)
- Illegal (1955)
- A Bullet for Joey (1955)
- Another Time, Another Place (1958)
- Whirlpool (1959)
- Decision at Midnight (1963)
- Dan August: The Trouble with Women (1980)